# Avenida Armando Lombardi

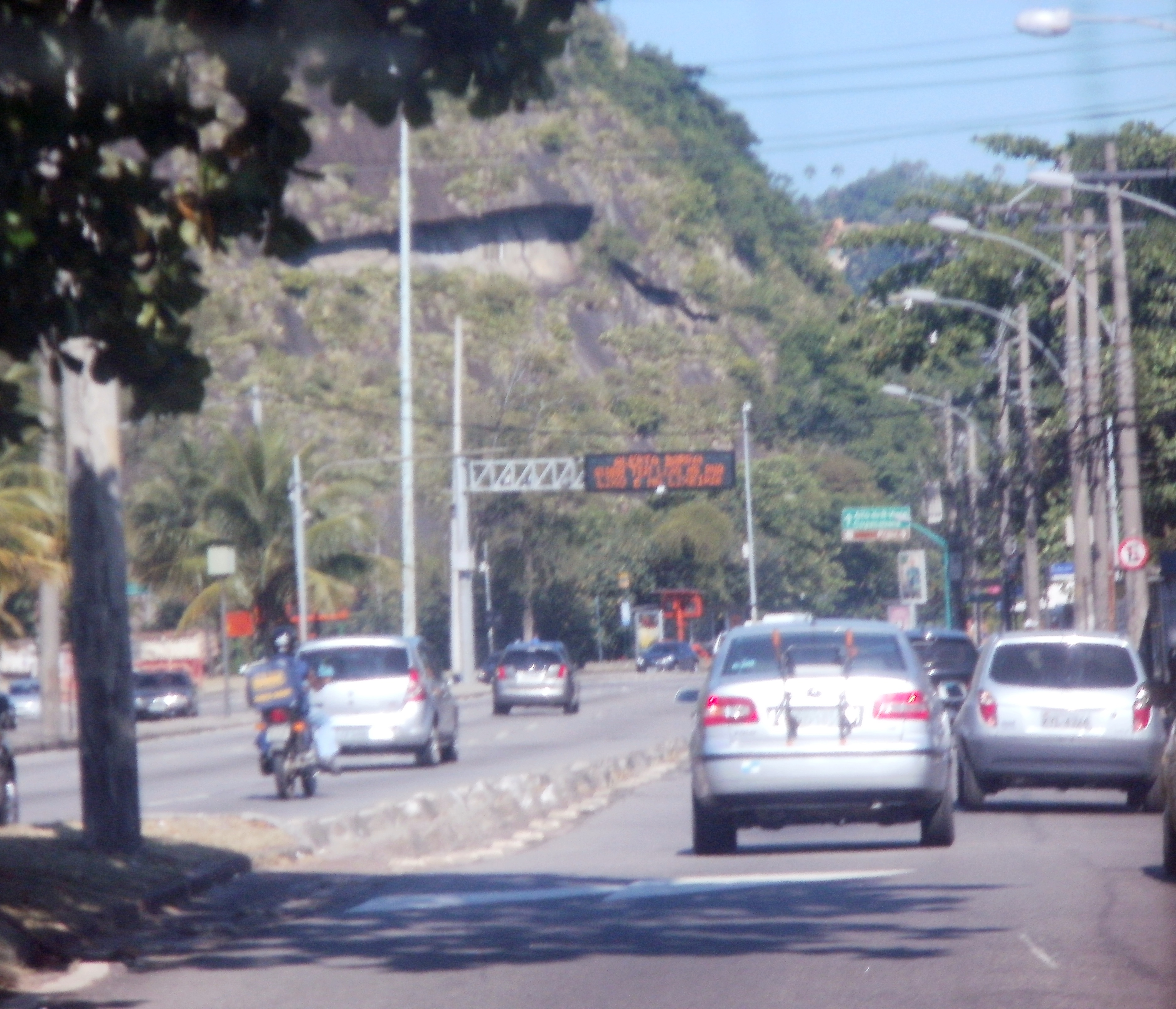
Avenida Armando Lombardi, Rio de Janeiro.

A Avenida Armando Lombardi é uma importante via localizada no bairro da Barra da Tijuca, no sub-bairro conhecido como Jardim Oceânico, no Rio de Janeiro.
Esta avenida estende-se por aproximadamente dois quilômetros de extensão, e constitui-se numa importante via de circulação entre os bairros da Barra da Tijuca, Recreio dos Bandeirantes, Jacarepaguá, Itanhangá e São Conrado. Na atualidade, é utilizada principalmente como via de ligação entre a Avenida das Américas e a Zona Sul da cidade, recebendo por essa razão, diariamente, um pesado fluxo de veículos.
Além da importância viária, a avenida tornou-se um importante ponto da vida noturna da cidade, uma vez que por sua centralidade concentra hoje diversas boates e restaurantes. Por este motivo, a Prefeitura do Rio costuma realizar testes com etilômetro no local e, em uma destas ocasiões, o ex-futebolista e deputado federal Romário foi reprovado e teve a sua habilitação apreendida.
Aqui se localiza também o Shopping Barra Point e o Colégio IBMEC.

## Metrô e TransOeste

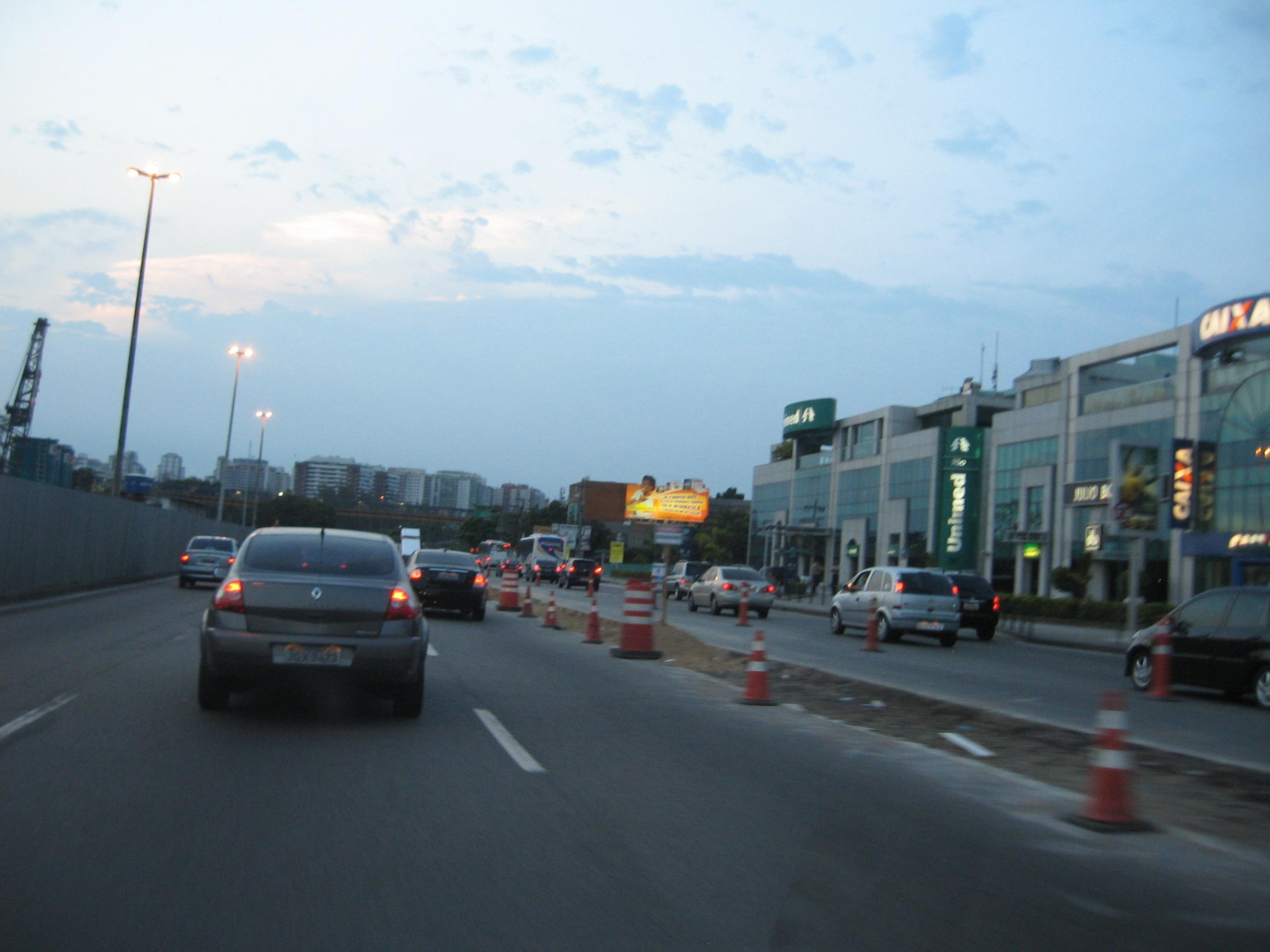
Avenida Armando Lombardi em obras para a construção do Metrô.

A avenida recebeu obras e se tornou o local da primeira estação de metrô da Barra da Tijuca,. como parte integrante da Linha 4 do Metrô do Rio de Janeiro.
O projeto da TransOeste foi estendido ao metrô da Armando Lombardi, para haver ligação entre os modais de trânsito.